# Wartburg 353
A Wartburg 353 (egyes országokban Wartburg Knight) egy középkategóriás autó, melyet a kelet-németországbeli eisenachi Automobilwerk Eisenach (EMW) gyártott Wartburg márkanév alatt. A Wartburg 311 utódjaként jelent meg.
Az autót 1966-tól 1988-ig gyártották, így ez a leghosszabb ideig gyártott Wartburg modell. A gyártási időszak alatt a 353 több kisebb-nagyobb változtatáson is átesett, a legkomolyabb modellfrissítés 1985-ben következett be, amikor megújult kocsi eleje és a motortérben is történt néhány változás, például új karburátor került az autóba. A gyártás leállítása után a négyütemű Volkswagen motorral szerelt Wartburg 1.3 vette át a helyét.

## Története
A Wartburg 353 megtervezésére az Eisenachi EMW (a szovjet megszállás előtt BMW) gyárban került sor. A kocsi több részletében is egy 1938-as terven alapult és egy háromhengeres, kétütemű motor került bele, melynek mindössze hét fő mozgó alkatrésze volt: a három dugattyú, a három hajtórúd és a főtengely. Az olcsó fenntarthatóság miatt a tulajdonosok gyakran mondták, hogy egy motorkerékpár fenntartási költségeiből tökéletesen üzemben tartható egy Wartburg
Eleinte az autókat leginkább kormányemberek szállítására és rendőrautókként használták belföldön, hiszen a Német Demokratikus Köztársaságban a keleti blokk legtöbb országához hasonlóan a magánszemélyeknek az előrendelt darabokra gyakran tíz-tizenöt évet is várniuk kellett.
A többi kelet-európai autóhoz hasonlóan a Wartburg 353 is olcsó, de alacsony árához képest jól felszerelt volt. A kocsi felépítése miatt orrnehéz volt, ráadásul elsőkerék-meghajtással készült, ami gyakran alulkormányzottságot okozott, különösen nedves útviszonyok között. A felfüggesztés sajátosságaiból adódóan a vezethetőséget pozitív irányban befolyásolta, ha a kocsiban több utas ült vagy ha meg volt pakolva a csomagtartója. Jobbkormányos változatok is készültek belőle, melyeket Nagy-Britanniába, Máltára, Ciprusra és Dél-Afrikába exportáltak.

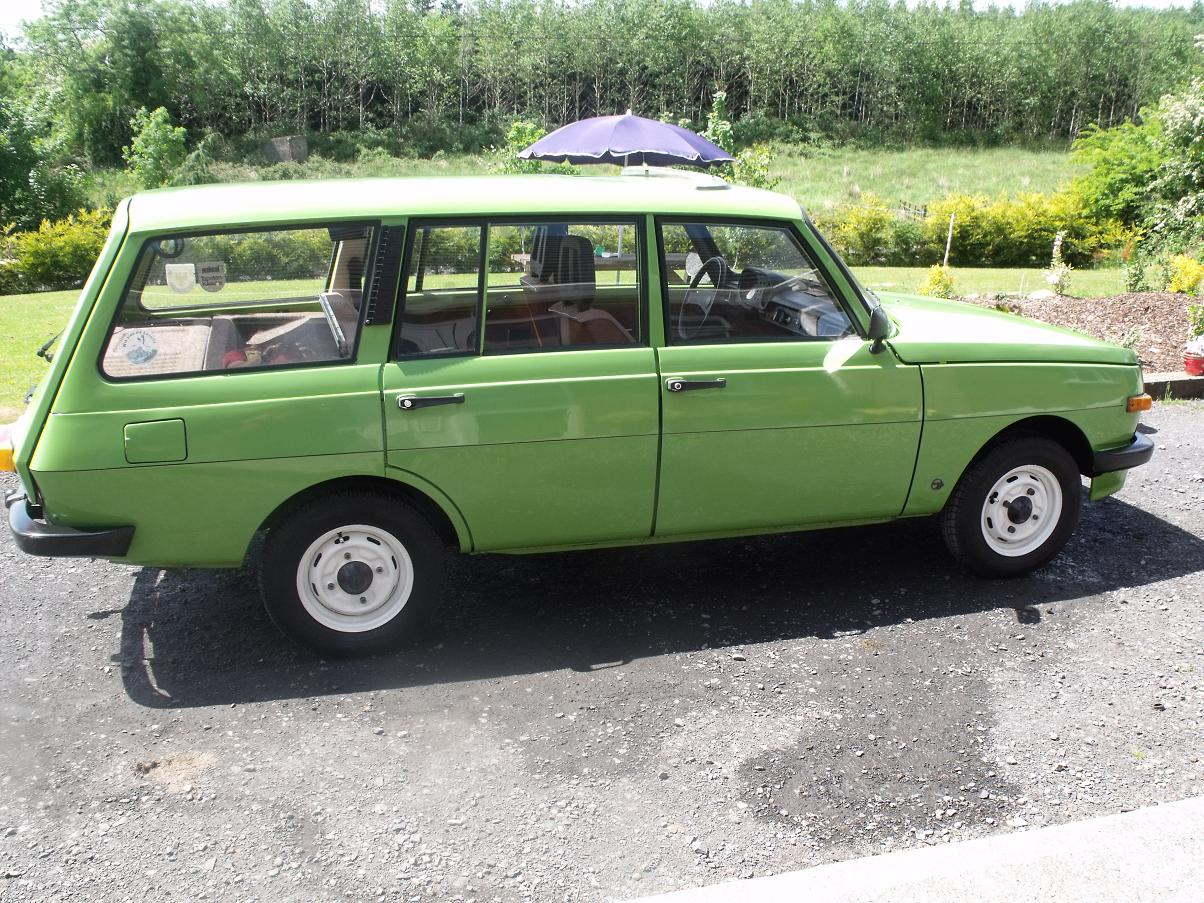
A kombi változat (Tourist)

A korabeli típusokhoz képest a 353 lendületes, fürge autónak számított. 993 cm³-es, háromhengeres motorja ugyan csak körülbelül 45-50 lóerős teljesítmény leadására volt képes, 100 Nm-es maximális nyomatékával kitűnt a tömegből, ugyanis ekkora forgatónyomatéka többnyire nagyobb hengerűrtartalmú, négyütemű motorral szerelt kocsiknak volt. A kétütemű motor remekül mozgatta a kevesebb mint egy tonna tömegű Wartburgot, gyorsulása még a mai kocsikhoz képest sem számít gyengének. Az autó egyik különlegessége a szabadonfutó volt, mely az elinduláson és a hátrameneten kívül lehetővé tette a kuplung nélküli váltást. Emellett a motorféket is kiiktatta, ami leginkább azért volt fontos, mert a kocsiban használt kétütemű motor kenéséről benzin-olaj keverék gondoskodott, így motorfék üzemben a kenés elégtelenné vált. A szabadonfutó egy, a kormányoszlop alatt lévő kapcsolóval kikapcsolható volt, mert bár egy kétütemű motor motorféke nem tud olyan hatékony lenni, mint egy négyüteműé, időnként mégis hasznosnak bizonyult, mivel a Wartburg 353 első fékei hajlamosak voltak a túlmelegedésre, ami fékerővesztést eredményezett. A legtöbben azonban mindig bekapcsolt állapotban tartották, hogy a motor gázelvételkor is kellő kenést kapjon, ráadásul ez a sebességváltást is egyszerűbbé és könnyedebbé (bár lassabbá is) tette.
A Wartburg 353-nak kb. 18 másodpercre volt szüksége, hogy 100 km/h-s sebességre gyorsuljon. Végsebessége a gyári adat szerint 134 km/h volt, de egyes (nem szabvány) tesztek szerint képes volt elérni a 140–150 km/h-s sebességet is, míg egyes átalakított sportváltozatok a 200 km/h-s sebesség túllépésére is képesek voltak.

### Fogadtatás és becenevek
A 353 hamar sikeressé vált a keleti blokkban, ami nem meglepő, hiszen az ára nagyjából megegyezett a szovjet autókével, mégis sok szempontból felülmúlta őket. Többek között biztonságosabb, alacsonyabb fogyasztású, olcsóbban fenntartható, könnyebben vezethető volt és nagyobb utas- valamint csomagtérrel rendelkezett, mint legtöbb kelet-európai riválisa. Ezek mellett kisebb hengerűrtartalmú motorja ellenére jobb terepjáró-képességgel és gyorsulással is bírt a szovjet gyártmányok többségénél. A Wartburgok egy időben a raliversenyeken is sikeresek voltak és többször maguk mögé utasították a Ladákat és Moszkvicsokat.[forrás?]
Magyarországon a Wartburg 353-at a leggyakrabban "kocka Wartburg" néven emlegették, emlegették, a Wartburg 311-hez ("púpos Wartburg") képest szögletesebb formája miatt. Az NDK-ban "megbízható Hansnak" nevezték problémamentessége miatt, emellett volt még egy kevésbé hízelgő beceneve is, a "fingós Hans" – illetve Magyarországon a "bűzös kocka" – mely a különösen kellemetlen szagú kipufogógázai miatt ragadt rá. Leginkább hideg vagy túlolajozott motornál volt megfigyelhető ez a jelenség. A hangszigetelés hiánya miatt az egyébként is erős motorhang könnyedén bejutott az utastérbe, mely akusztikai adottságai miatt még jobban felerősítette, visszhangossá tette azt, ami miatt az autót "hordó" gúnynévvel is illették. A legtöbb Wartburgba gyárilag nem került rádió, mivel a beszűrődő zajok élvezhetetlenné tették volna a zenehallgatást.
A 353 gyártása 1988-ban fejeződött be, addig több mint egymillió darab készült el belőle. Az autó megbízhatóságát és időtállóságát jól mutatja, hogy ezek közül sok még ma is működőképes állapotban és napi használatban van.

## Képgaléria

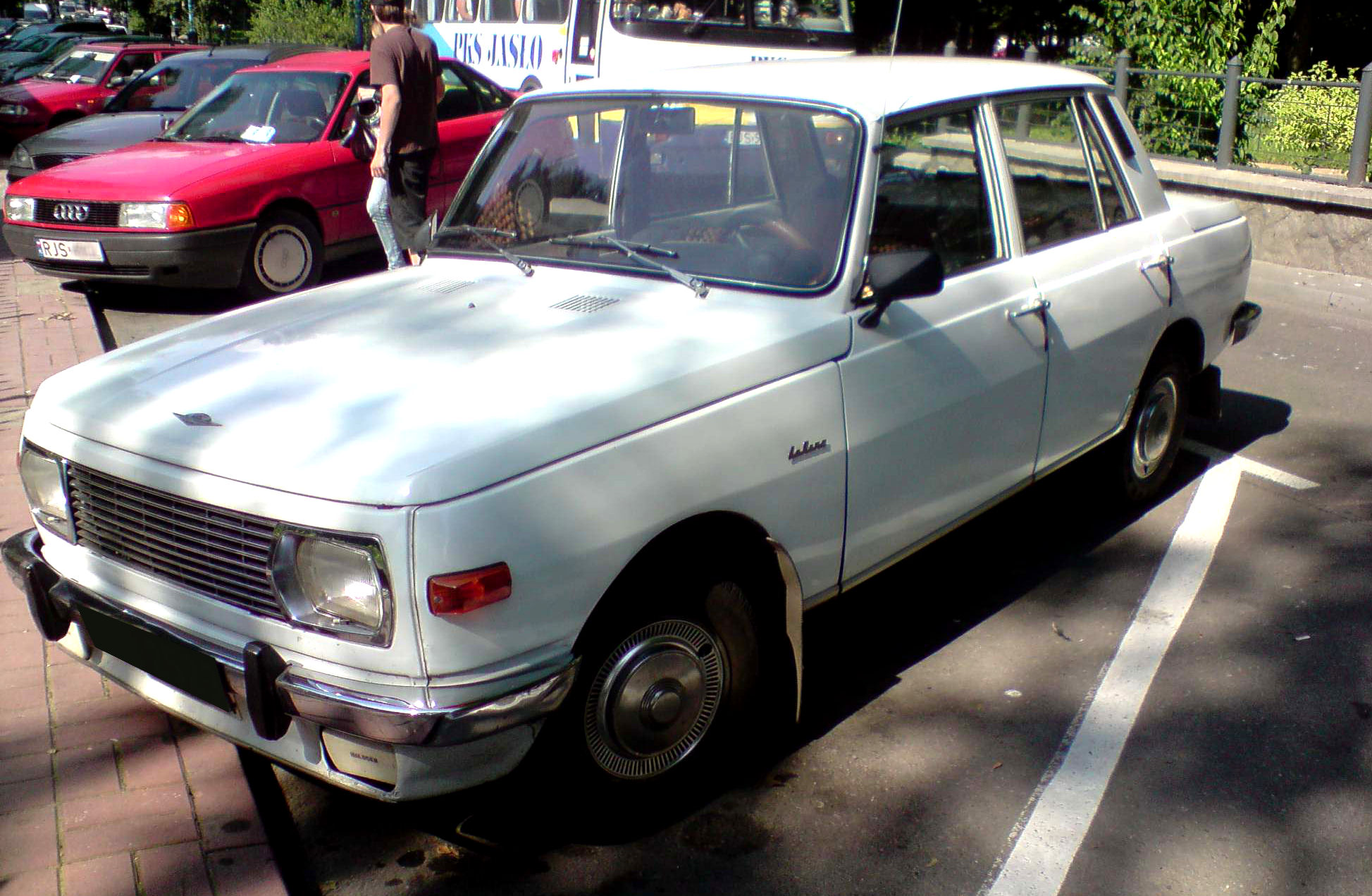
Korai Wartburg 353 krómozott lökhárítóval és hűtőráccsal
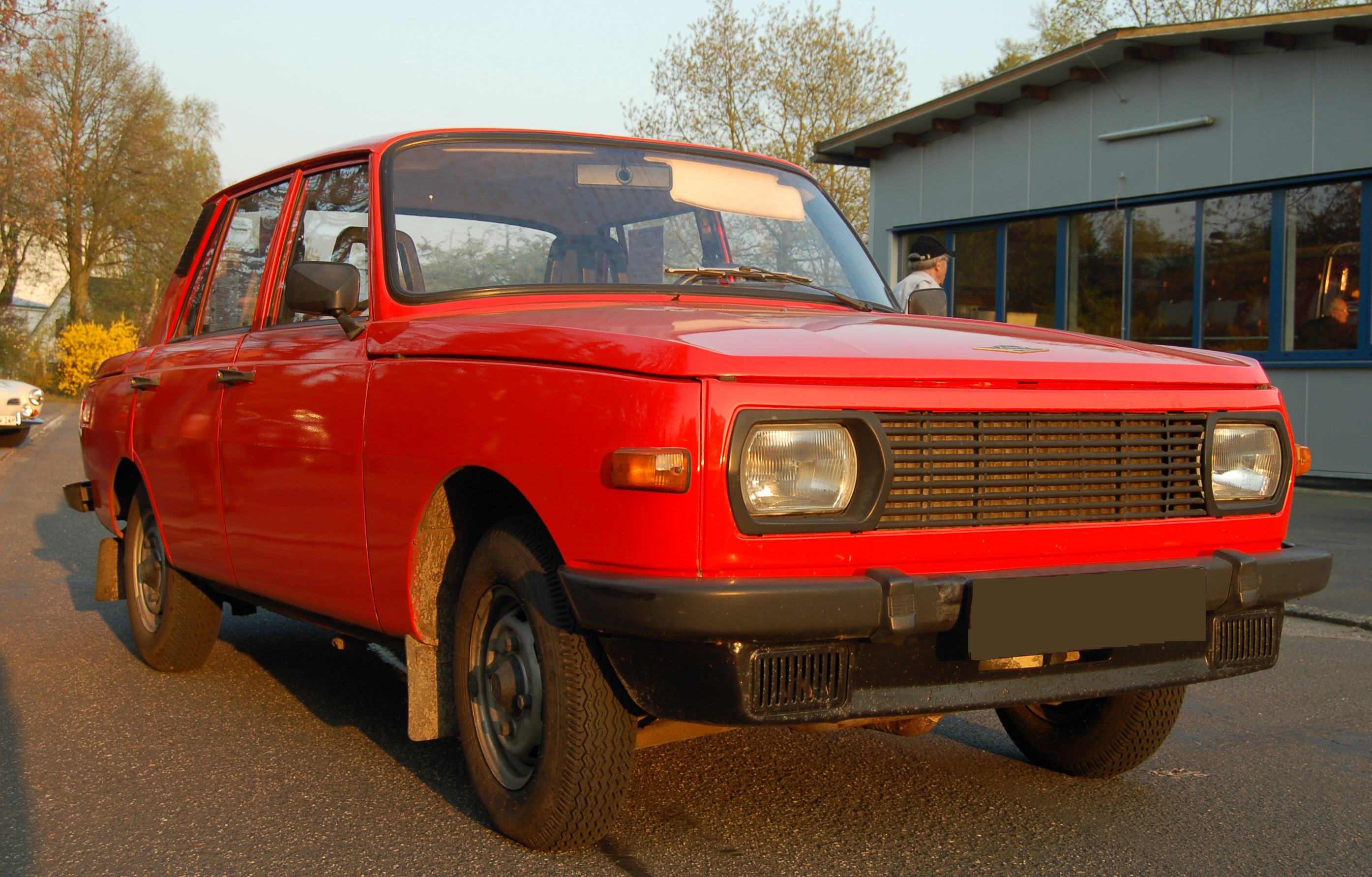
Egy későbbi modell fekete lökhárítóval és hűtőráccsal
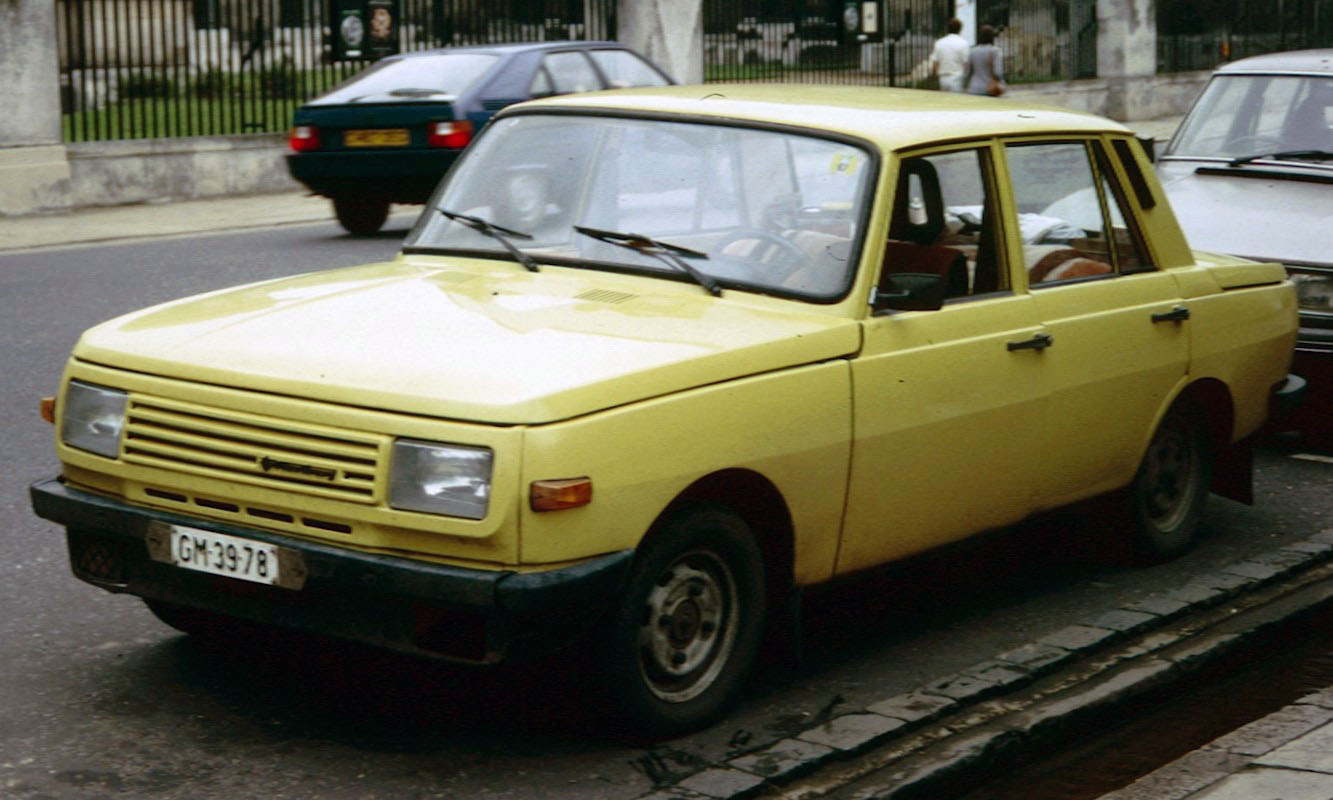
Egy 1985 utáni, felújított változat
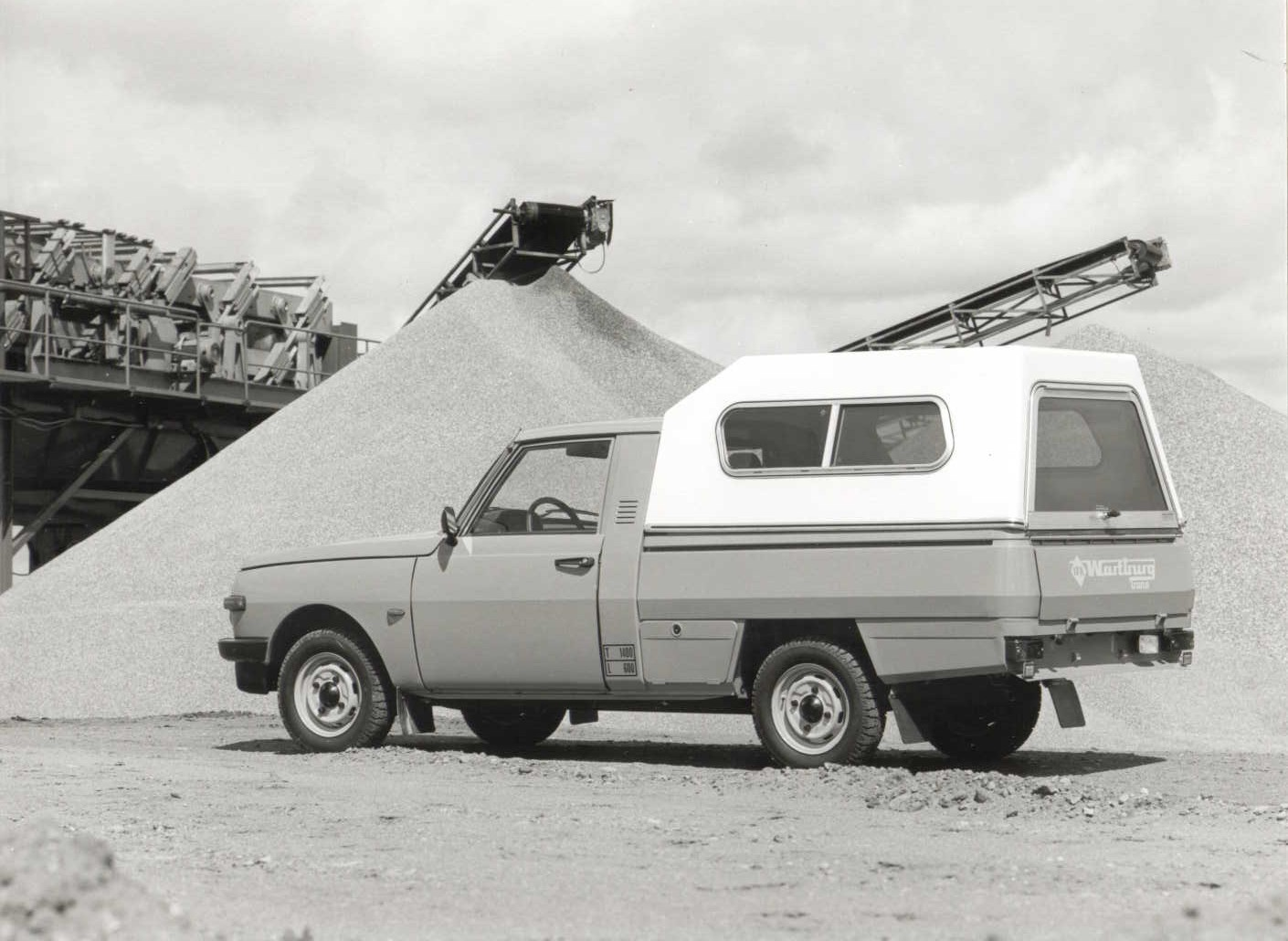
A kizárólag exportra készített platós változat
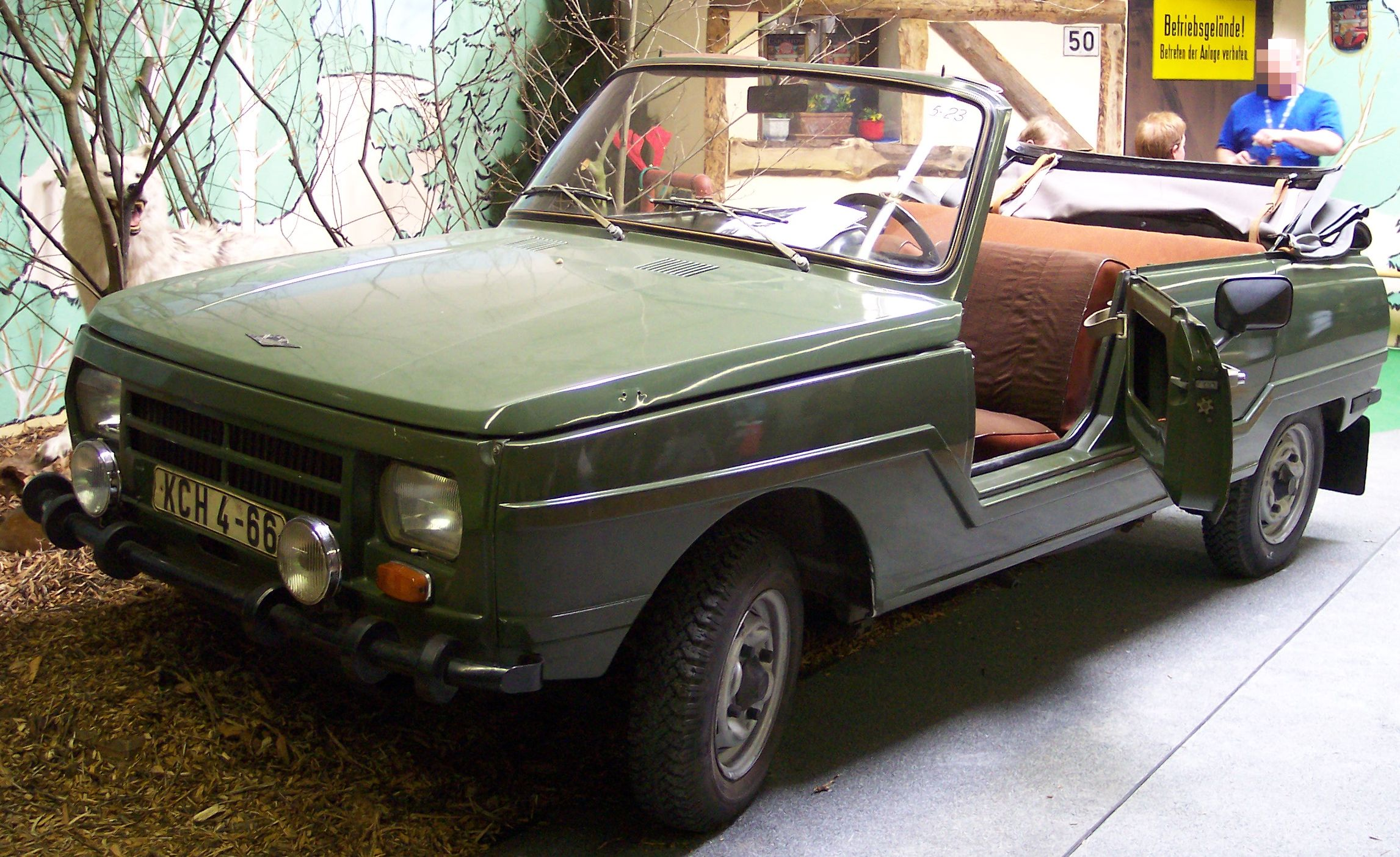
Katonai használatra szánt prototípus
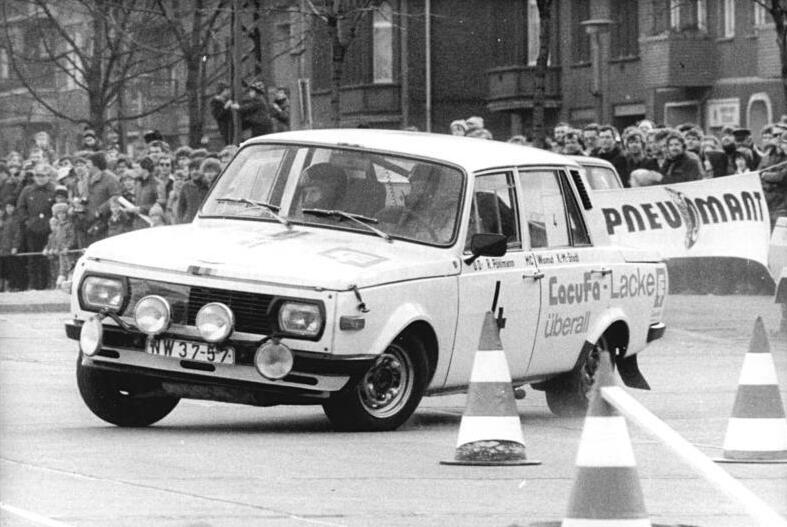
Rali-kivitel